# Valentin Mikhaylov
Valentin Nikolayevich Mikhaylov (nascido em 5 de dezembro de 1929) é um ex-ciclista soviético.
Competiu pela União Soviética nos Jogos Olímpicos de Verão de 1952 na prova de perseguição por equipes (4 000 m) e terminou em décimo quarto lugar.